# فاندرغريفت (بنسلفانيا)
فاندرغريفت (بالإنجليزية: Vandergrift, Pennsylvania)‏ هي منطقة سكنية تقع في الولايات المتحدة في مقاطعة ويستمورلاند (بنسلفانيا). يقدر عدد سكانها بـ 5,455 نسمة وترتفع عن سطح البحر 267.92 متر.

## الموقع الجغرافي
الموقع الجغرافي للمناطق المحيطة بهذه النقطة هو كالتالي:

## أعلام
- وليام بيري
- جيمس إي. ويلارد